# Calle de Moraza
La calle de Moraza es una vía pública de la ciudad española de San Sebastián.

## Descripción

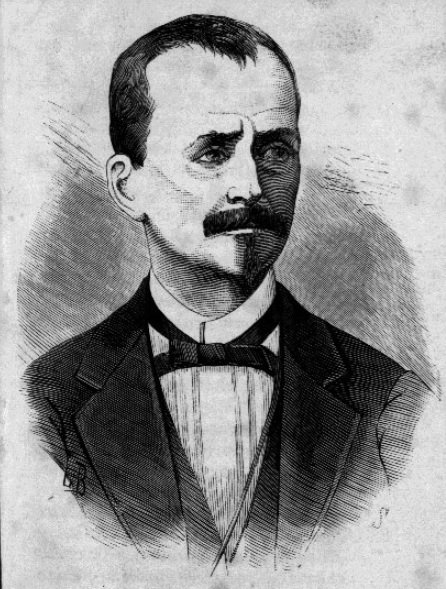
Mateo Benigno de Moraza, jurista y político que da nombre a la calle

La vía, que obtuvo el título actual en 1891, discurre en la actualidad desde la calle de Prim hasta la plaza de Easo. Tiene cruces con la calle de Urbieta y la de los Reyes Católicos. Honra con el nombre a Mateo Benigno de Moraza y Ruiz de Garibay (1817-1878), jurista y político natural de Vitoria; acérrimo defensor de los fueros, llegaría a ser diputado a Cortes por la provincia de Álava, consejero de la diputación, correspondiente de la Real Academia de la Historia y miembro del Real Ateneo Científico, Literario y Artístico de Vitoria. La calle aparece descrita en Las calles de San Sebastián (1916) de Serapio Múgica Zufiria con las siguientes palabras:

Calle de Moraza.—El Ayuntamiento de San Sebastián, queriendo por su parte demostrar gratitud a tan ilustre patricio, acordó el 16 de Noviembre de 1891, imponer su nombre a una de las calles. Agradecido el Ayuntamiento de Vitoria por la distinción que se hacía a uno de sus hijos, honrando así su memoria, acordó en sesión de 16 de Noviembre de 1891, dar las gracias al de San Sebastián, como lo hizo en atenta comunicación.

En sesión de 15 de Abril de 1914 se acuerda que se denomine también «Calle de Moraza» al espacio que comprendían las nuevas casas construídas entre el Paseo de los Fueros y Calle de Prim, poniendo a las dos casas de esta ampliación las letras A y B, porque la numeración de la Calle de Moraza, empieza desde la Calle de Prim.
(Múgica Zufiria, 1916, pp. 80-81)